# آرگاس
آرگاس (نام علمی: Argas) نام یک سرده از راسته کنه است.